# Ужин на одного
Ужин на одного (англ. Dinner for One), также известный как 90-й день рождения (англ. The 90th Birthday или нем. Der 90. Geburtstag) — комедийный скетч, написанный английским писателем Lauri Wylie для театра в 1920-х годах.
Немецкий телеканал Norddeutscher Rundfunk (NDR) записал постановку пьесы в 1963, на языке оригинала, английском. Эта короткая комичная сценка стала самой повторяемой телепередачей (согласно Книге рекордов Гиннесса, 1988—1995).

## Сюжет
Престарелая дама из аристократических кругов, мисс Софи, собирает вечеринку, на которой присутствует только она и её дворецкий, Джеймс. Ужин состоит из нескольких смен блюд, хозяйка поднимает бокалы, произносит тосты, а дворецкий изображает отсутствующих (по причине смерти, ведь хозяйке уже 90 лет) друзей мисс Софи и выпивает за них. Каждая сцена предваряется диалогом:
|  | — Та же процедура, что в прошлом году, мисс Софи? — Та же процедура, что и в каждом году, Джеймс |

— The same procedure as last year, miss Sophie?
— The same procedure as every year, James! 

## Интересные факты
В конце 2011 года стала популярной пародия скетча с Саркози и Меркель, обсуждающими проблемы еврозоны.